# جو کلگ
جو کلگ (انگلیسی: Joe Clegg؛ 1 مه 1869 – ۱۹۰۲ (۳۲−۳۳ سال)) بازیکن فوتبال بود.
از باشگاه‌هایی که در آن بازی کرده‌است می‌توان به باشگاه فوتبال بری اشاره کرد.